# Lucy Street
Le Lucy Street erano un girl group svedese attivo fra il 1999 e il 2001 e formato da Johanna Lidén, Karolina Dahlman e Malin Sjöquist.

## Carriera
Le Lucy Street sono nate da un'idea del paroliere e compositore Jörgen Elofsson. Il loro singolo di debutto Girl Next Door è uscito a settembre 2000 e ha scalato la classifica svedese fino a raggiungere il 3º posto, venendo certificato disco d'oro con oltre 15 000 copie vendute a livello nazionale. L'album eponimo del gruppo è uscito nel novembre successivo e si è fermato al 30º posto nella classifica nazionale. Ha prodotto un secondo singolo di successo, Loves Me Loves Me Not, che è arrivato al 14º posto nella hit parade svedese.
Nel 2001 Johanna Lidén ha lasciato il gruppo per completare i suoi studi. Karolina Dahlman e Malin Sjöquist hanno continuato a lavorare nell'ambito musicale come duo per un anno sotto il nome di Syko.

## Discografia

### Album
- 2000 – Lucy Street

### Singoli
- 2000 – Girl Next Door
- 2000 – Loves Me Loves Me Not
- 2001 – 2 Minutes Too Late